# メルセデス・ベンツ・W223
メルセデス・ベンツ・W223（Mercedes-Benz W223）は、ドイツの自動車メーカーであるメルセデス・ベンツ・グループがメルセデス・ベンツブランドで展開しているSクラスの、7代目モデルである 。W223はそのコードネーム。2021年から製造・販売されている。

## 概要
8年ぶりのフルモデルチェンジとなるW223は、Sensual Purity （官能的純粋）を追求したデザインに人間中心の最新技術、メルセデスが追い求める安全性の更なる追求など、 現代に求められるラグジュアリーを再定義したモデルと位置付けられている。
エクステリアデザインは、ラインやエッジを大幅に削減し、曲線を描く彫刻的な面により、 特殊な陰影を生み出している。前面投影面積がわずかに拡大したにも関わらず、Cd値は最小で0.22を達成し、世界最高水準のエアロダイナミクスを実現した。従来から定評のある静粛性を一段と高めるべく、ボディシェルの一部に遮音発泡材を採用したほか、メルセデスでは初となる格納型のドアハンドル（フラッシュフィットドアハンドル）を採用した。
インテリアには、センターコンソールのブラックパネルからシームレスに繋がる、12.8インチの縦型有機EL（OLED）メディアディスプレイを配置し、デジタルとアナログの美しい調和を図っている。ステアリングホイールは、ユリの花からインスピレーションを得た、最新世代のものが採用された。室内を彩るアンビエントライトも大幅に改良され、先代と比べLED光源の数は40個から標準ボディで247個、ロングボディで263個と大幅に増加したほか、1㎡当たり最大200カンデラと、先代の10倍の明るさを実現した。
シートは人間工学を考慮し、心地よく、疲労しにくいようにデザインされている。後席左右のシートには、新たにヒーター機能付きの調整可能な追加ヘッドレストクッションを採用し、快適性にさらなる磨きをかけた。
メルセデスのフラッグシップに相応しい、世界初の技術も惜しみなく投入されている。後席左右のSRSリアエアバッグや、フロントウィンドウに投影可能なAR（拡張現実）ナビゲーションはその一例である。ほかにも、万が一の事故の際、 膨張させることで表面積を増加し、乗員の傷害の可能性を減らすSRSベルトバッグや、座面の前部を跳ね上げることで前面衝突時の乗員の潜り込みを防止するクッションエアバッグを装備し、より一層後席の安全性を高めている。
後輪操舵システム「リア・アクスルステアリング」を新たに採用し、約60km/h以下では、リアホイールをフロントホイールとは逆方向に最大4.5度、約60km/h以上では、リアホイールをフロントホイールと同じ方向に最大3度操舵することで、走行安定性の向上だけでなく、最小回転半径の小径化にも寄与している。
製造過程において、従来よりも必要な化石資源の量を減らす工夫がなされており、より一層環境への配慮が高められている。再生プラスチックで作られたケーブルダクトや、再生ナイロン糸で作られたフロアカーペットなど、資源保全型材料を使用して作られたコンポーネントの数は120点に上り（先代モデルの2倍以上）、再生可能原料も約40kg使用されている。 また、W223が製造されるジンデルフィンゲン工場（ドイツ）の中に新しく建設された 「ファクトリー56」は、従来と比較し約25%の省エネルギーを達成している。年間に必要な電力の約 30%を担うことが可能な12,000以上の太陽光発電モジュールや屋上緑化、再生可能エネルギーで発電された電力を使用するなど、CO₂ニュートラルを実現している。

## 日本市場での歴史
2021年1月28日、発表・発売開始。キャッチコピーは「すべての革新は、あなたの大切なもののために。」である。日本仕様は、全モデルに9速AT（9G-TRONIC）および四輪駆動システム「4MATIC」が組み合わされ、先代モデル（W222）まで設定されていたFR車（後輪駆動）の設定は廃止された。また、先代モデル以前の4MATICは、左ハンドル仕様のみの設計であったが、W223より右ハンドルも選択可能となった。なお、全モデルに格納型のドアハンドルが標準装備される（海外仕様に存在する従来のグリップドアハンドルは設定なし）。通常グレードは、3.0L 直列6気筒ディーゼルエンジンのOM656型を搭載する 「S 400 d 4MATIC」と、3.0L 直列6気筒ガソリンエンジンのM256型に48V電気システムとISG（インテグレーテッド・スターター・ジェネレーター）を搭載する「S 500 4MATIC」の2種類で、それぞれに標準ボディとロングボディが用意された。同時に日本発表を記念した特別仕様車「S 500 4MATIC ロング ファースト エディション」（限定540台）の注文受付を開始。通常グレードより大型化した専用デザインのアルミホイールやハイグロス・スレートポプラウッドトリムを採用したほか、リアエンターテインメントシステム（11.6インチ）やリアコンフォートパッケージを標準装備とした。
同年9月3日、4.0L V型8気筒ツインターボエンジンのM176型にISGを搭載した「S 580 4MATIC」の追加設定を発表。標準ボディとロングボディが用意される。併せて、既存モデルは同年9月配車分から一部仕様変更。前方の路面の凹凸をカメラで認識してフラットな姿勢を常に維持し、快適な乗り心地を提供する「E-ACTIVE BODY CONTROL」が「S 500 4MATIC」でも設定可能となった。また、ブラック以外の内装色にも「MBUXインテリア・アシスタント」が装備可能となった一方、アクティブアンビエントライト及び一部オプション装備の設定を停止。さらに、原材料費の高騰等に対応するため価格改定も実施された。
2022年6月27日、プラグインハイブリッドモデルの「S 580 e 4MATIC ロング」の追加設定を発表（発表時点で既に予約受注が行われており、7月より納車予定）。S500に搭載されるM256型に、永久磁石同期モーターEM0017型を組み合わせ、28.6kWhのリチウムイオンバッテリーを搭載する。電気モーターのみでの走行可能な航続距離は約100kmで、時速140km/hまではモーターのみの単独走行が可能。なお、交流普通と直流急速（CHAdeMO規格）の2種類の充電方式に対応している。
2023年9月27日、通常モデルに先駆け、トップパフォーマンスモデルの特別仕様車「Mercedes-AMG S 63 E PERFORMANCE Edition1」（限定30台）を発表。4.0L V型8気筒ツインターボエンジンのM177型に、交流同期モーターと13.1kWhの高性能バッテリーを組み合わせたプラグインハイブリッド仕様で、AMGのパフォーマンス志向連続トルク可変配分四輪駆動システム「4MATIC+」を組み合わせる。また、Sクラスでは初めて「AMG ダイナミックエンジンマウント」を採用するとともに、「AMGスピードシフトMCT9トランスミッション」を搭載する。 Edition 1専用仕様として、外装色のMANUFAKTUR アルペングレー（ソリッド）にブラックアクセントが随所に施され、21インチAMGクロススポークアルミホイール（鍛造）とレッドペイントブレーキキャリパーを装備。給油口にAMGロゴ入りフューエルフィラーキャップ（シルバークローム）、Edition 1ロゴ入りインドアカーカバーも装備された。同年10月17日までの期間限定の予約受付となるほか、台数以上の注文があった場合には抽選となる。
同年10月、一部改良。「S 400 d 4MATIC」に替わり「S 450 d 4MATIC」を追加。ロングボディは用意されず標準ボディのみとなる（これにより、ディーゼルモデルのロングボディは消滅）。従来のOM656型から最高出力を27PS、最大トルクを50N・m向上させたOM656M型に48V電気システムとISGを組み合わせたパワートレインに換装されたことで、全モデルが電動化された。同時に「S 580 e 4MATIC ロング」が廃止されるとともに、全モデルの標準アルミホイールのデザインが変更された。

同年11月15日、トップパフォーマンスモデル「Mercedes-AMG S 63 E PERFORMANCE」の通常モデルを追加発表・発売。前述のEdition 1と同様に、F1テクノロジーを採用した駆動システムおよびパワートレインが搭載される。Sクラスでは初めて、垂直ルーバーとセントラルスターグリルを備えたAMG専用フロントグリルを装備し、ボンネット中央・先端のマスコットを、シルバークローム/ブラックの AMGエンブレムに置き換えた。AMG ACTIVE RIDE CONTROLとリア・アクスルステアリングの相互作用により、高速での絶対的な安定したハンドリングを備えた快適なツーリングサルーンとなっている。

## メルセデス・マイバッハ Sクラス

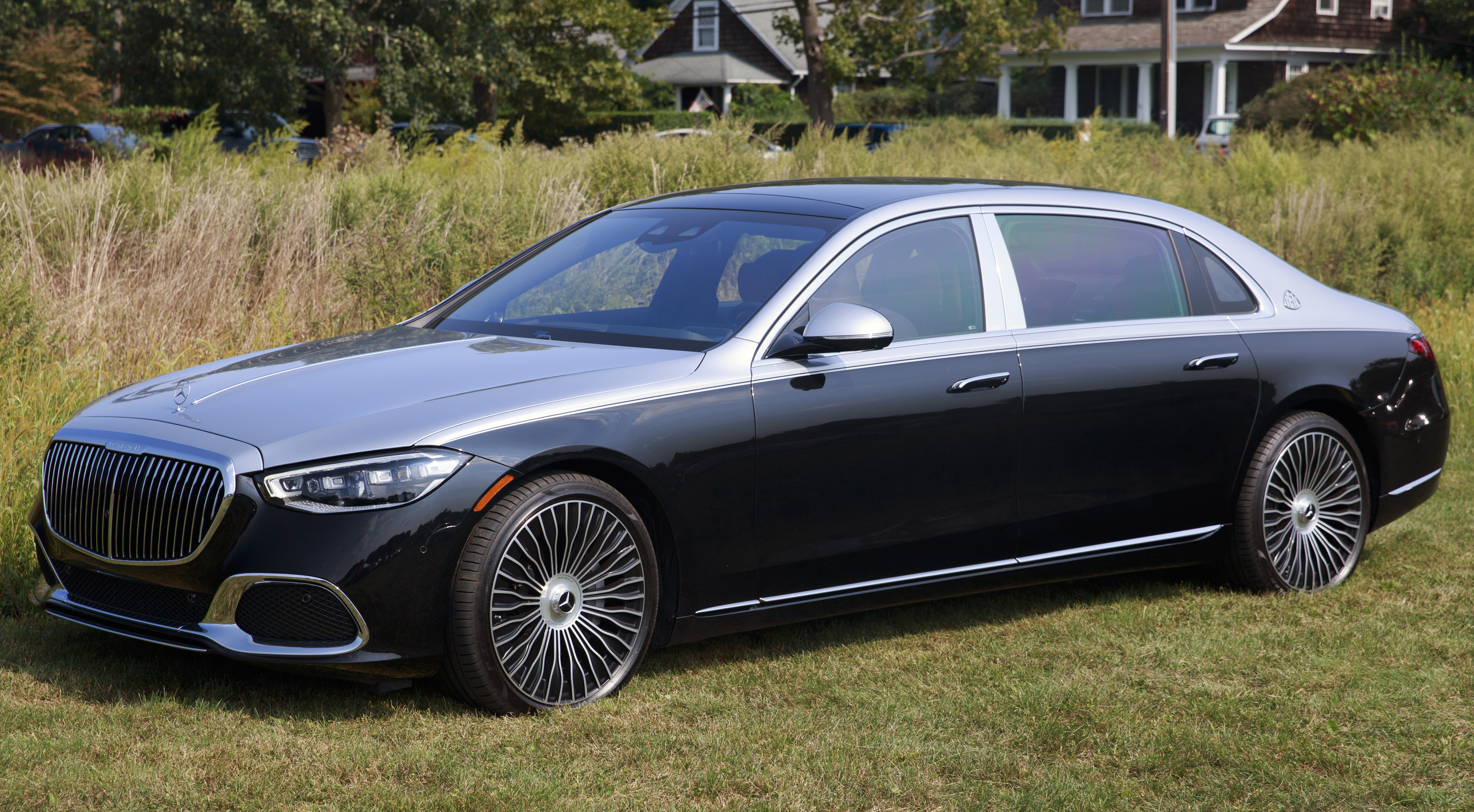
メルセデス・マイバッハ S580

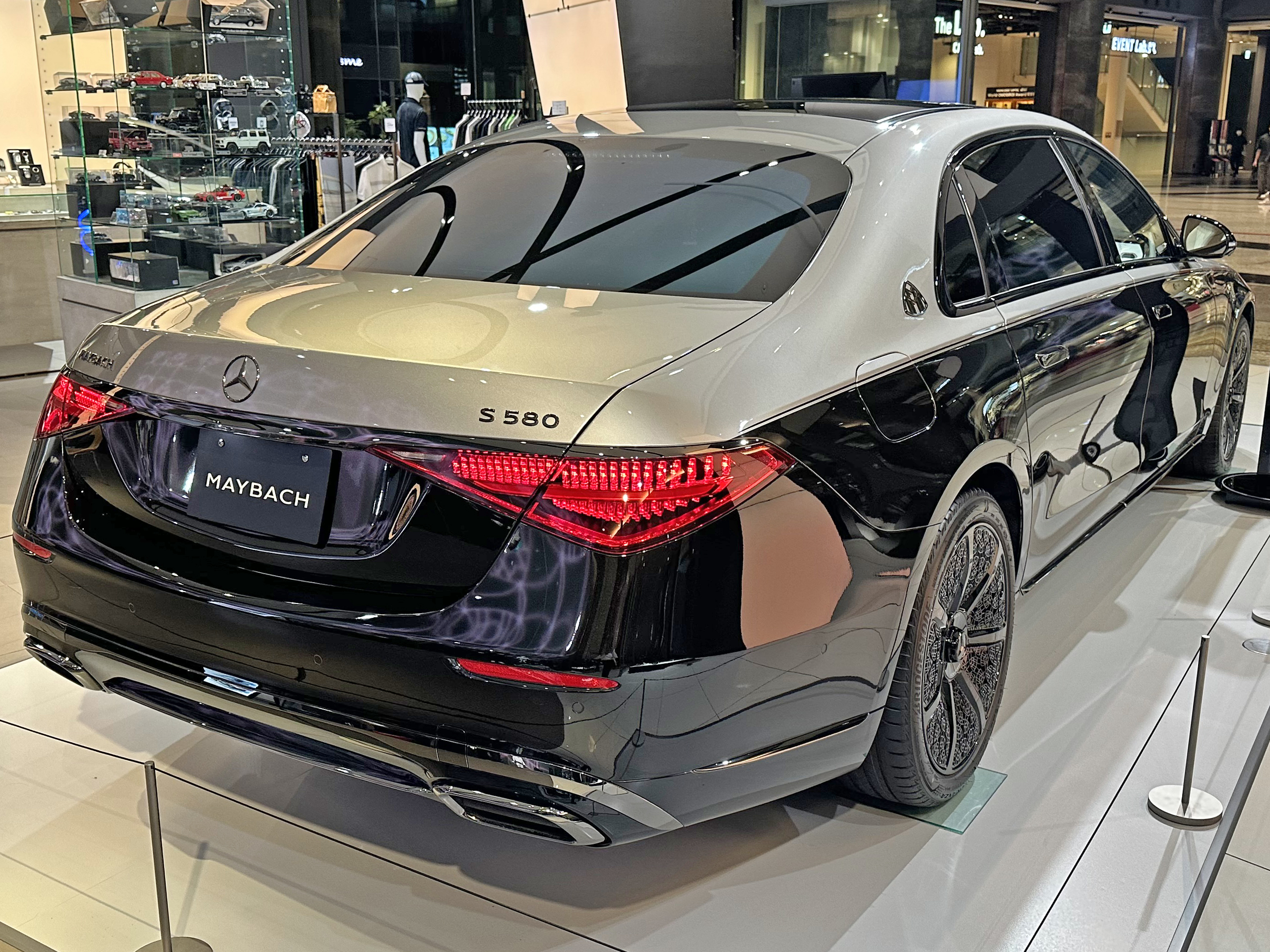
メルセデス・マイバッハ S580 ナイト エディション

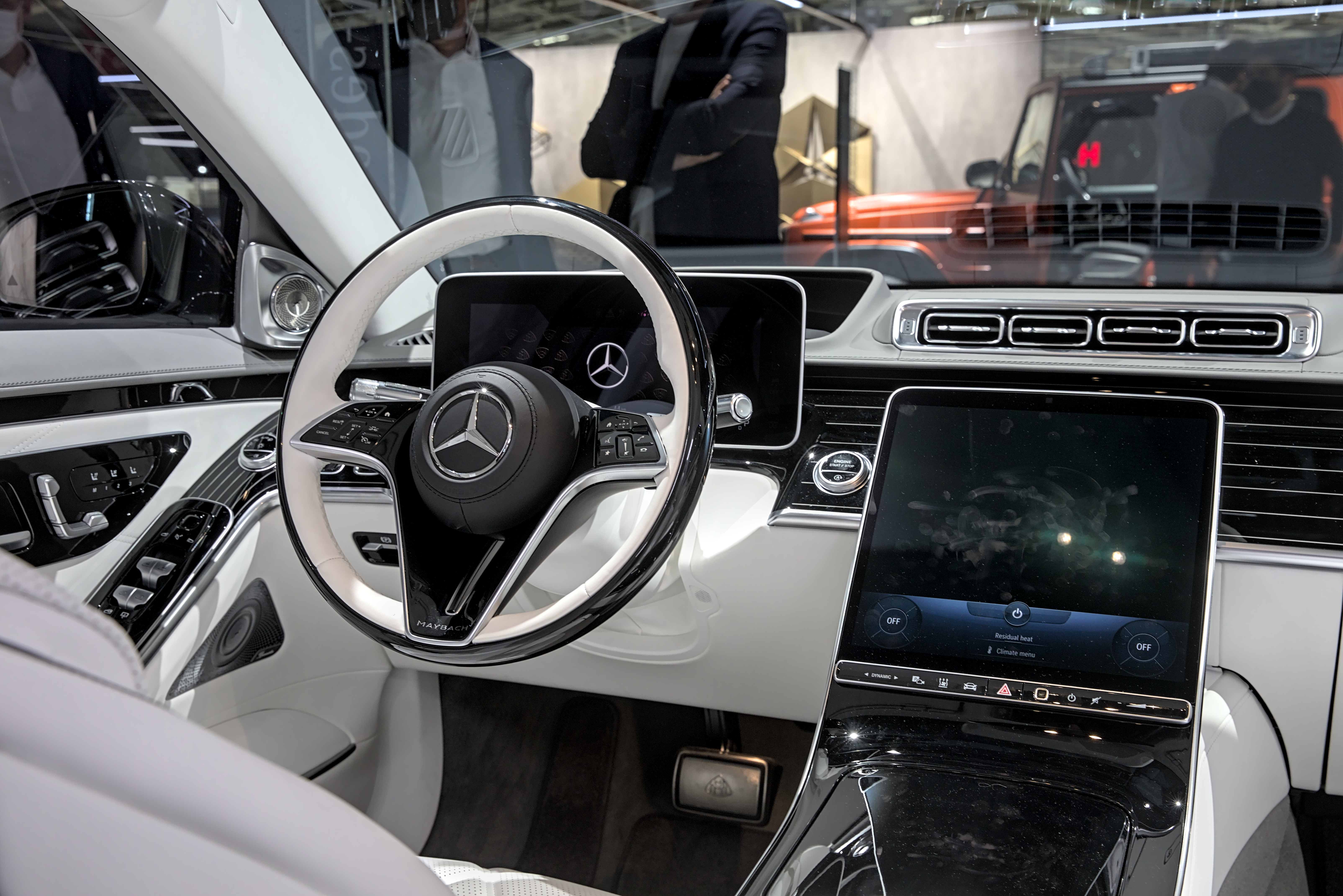
メルセデス・マイバッハ S680

### 概要
先代モデル（X222）において、サブブランドとして「マイバッハ」の名称を復活させたメルセデス・マイバッハ・Sクラスは、W223をベースに「Z223」として初のフルモデルチェンジを実施。
メルセデス･ベンツによる最新鋭のテクノロジーを備え、ゆったりとくつろげる室内空間にプレステージ感あふれるデザインとクラフトマンシップにより仕上げられた高級素材を随所に採用している。
先代モデルの全長が5,125mm（標準）並びに5,285mm（ロングホイールベース）であったのに対し、現行型は5,180mm（標準）並びに5,290mm（ロングホイールベース）となっており、どちらのボディも僅かながら大型化されている。
クロームフィンを中央に配したボンネットやメルセデス・マイバッハ専用のフロントグリルは、荘厳とした雰囲気を醸し出し、縦に走る立体的なトリムが際立ったフロントグリルには、中央上部のクローム部分にブランド名の一部である「MAYBACH」の文字が刻まれている。クロームで仕上げられたフロントバンパーのエアインテークは、左右方向のボリュームを強調している。リアバンパーとエグゾースト エンドも専用の意匠とし、落ち着きと重厚感のあるリアエンドデザインとなっている。
W223のロングホイールベース仕様から、さらにホイールベースが180mm延長され、その延長分の全てが後席スペースの拡充に充てられた。併せて、Cピラーはより垂直に近い角度となり、大型化して重量が増したリアドアには、電動開閉機能（後席コンフォートドア）が備わり、開閉が容易になるだけでなく、MBUXに統合されたアクティブブラインドスポットアシストの採用により、後方から近づく歩行者を検知した場合には機能を自動的に停止するなど、安全面にも配慮されている。
12.3インチのコックピットディスプレイの表示モード「マイバッハ」では、メルセデス・ マイバッハのステータスをアピールするブランドカラーのローズゴールドが、メーターの周囲と指針にあしらわれる。システム始動時にはコクピットディスプレイと メディアディスプレイに専用のアニメーションを表示するほか、アンビエントライトには専用の「ロースゴールド ホワイト」と「アメジストグロー」の2色が追加される。 
アクセル・ブレーキペダル、ヘッドレストクッション、フロントシートバックレストにはマイバッハブランドのエンブレムがあしらわれ、ステアリングホイールやイルミネーテッドステップカバーには「MAYBACH」の文字が刻まれる。また、ファーストクラスパッケージ（4人乗り仕様）を選択した場合、後席は左右独立シートとなり、クーリングボックス、格納式テーブルやシャンパングラスも装備される。
高い静粛性を実現したW223に加えて、リアホイールハウス周辺部に発泡吸音材を追加したほか、Cピラーのクォーターライトに使用する合わせガラスの厚みを増し、ノイズ軽減タイヤを採用するなど、追加のノイズ低減技術が採用されている。 また、アクティブノイズキャンセレーション機能により、さらに静かな室内空間を作り出している。
ツートーンボディカラーは、作業をカスタム塗装工場で実施し、ボディが通常の生産ラインに戻るまでに最長で1週間かかる。特に、 難易度の高いマスキングはすべて手作業で、位置決めやわずか4mmの分割ラインなど、 熟練工による繊細な仕事が繰り返される。

### 日本市場での歴史
2021年7月1日、発表および先行予約を開始（納車は11月以降）。W223同様、先代モデルに設定されていたFRの設定が廃止され、全モデル「4MATIC」のみの設定となる。グレードは、4.0L V型8気筒ツインターボエンジンのM176型を搭載する「メルセデス・マイバッハ S 580 4MATIC」と、6.0L V型12気筒ツインターボエンジンのM279型を搭載する「メルセデス・マイバッハ S 680 4MATIC」の2種類が用意される。威厳をもたらす20インチの鍛造のディッシュタイプアルミホイールを標準装備とし、オプションで21インチの鍛造マルチスポークのアルミホイールを選択できる。また、フロントドアを開いた際に、足元の地面にマイバッハブランドのエンブレムをLEDで投影するブランドロゴプロジェクターライトを装備するほか、「S 580 4MATIC」にはフルアクティブサスペンションのE-ACTIVE BODY CONTROLがオプションで設定される。加えて、「S 580 4MATIC」は左/右ハンドル仕様から選択できるが、「S 680 4MATIC」は左ハンドル仕様のみの設定となる。
2022年12月15日、特別仕様車「メルセデス・マイバッハ S 680 4MATIC Edition 100」（日本限定6台）を発表。外装色にハイテックシルバーとノーティックブルーを組み合わせた本特別仕様車専用のツートーンペイントと、足元には専用デザインの20インチダークプラチナムグロスディッシュホイール（鍛造）を採用し、爽やかで洗練された高級感を演出する。 インテリアには、ベースモデルにオプション設定の「MANUFAKTURレザーエクスクルーシブパッケージ」を標準装備し、クリスタルホワイトとシルバーグレーパールを組み合わせたナッパレザーシート、クリスタルホワイトのナッパレザールーフライナー、そしてピアノラッカーフローイングラインインテリアトリム（Edition 100専用バッジ付）をあしらっている。
2023年9月29日、特別仕様車「Mercedes-Maybach S-Class Haute Voiture（オートクチュール）」を発表。外観はライトローズゴールドとノーティックブルーのツートーンペイントとノーティックブルーペイントの20インチディッシュホイール（鍛造）を採用。内装はディープシーブルーのパイピングが入った専用クリスタルホワイトの内装が採用され、ローズゴールドのアクセントが施されたオパールホワイトのインテリアトリム、スリーポインテッドスターを模したアクセントが入ったクリスタルホワイトナッパレザールーフライナーを採用。ドアトリムやマイバッハロゴ入りヘッドレスト、追加クッションにはブークレ素材のファブリックが採用された。そのほか、Haute Voitureロゴ入りシリアルプレートや、Haute Voitureロゴ付リアドアパネル、専用フロアマットなども装備された。世界限定150台のうち、日本には3台割り当てられる。同年10月17日まで予約注文を受け付け、限定台数を超える申込みがあった場合は抽選となる。なお、価格は10%相当の消費税込で6,300万円。
2024年6月17日、特別仕様車「メルセデス・マイバッハ S 580 Night Edition」（日本限定30台）を発表。外装色にオニキス ブラック/モハーベシルバーを組み合わせた本特別仕様車専用のツートーンペイントに加え、デジタルライト内側にブラックインサート＆ローズゴールドピンのカラーを採用。ボンネットマスコット、フロントグリル、ドアハンドル、Cピラーのマイバッハエンブレムやトランクのエンブレムなどのクロームパーツをダークシャドウグロスパーツに変更している。ドアミラーカバーやサイドウインドウトリムはブラック化され、マイバッハパターンをあしらった専用デザインの20インチアルミホイールを装着する。インテリアは、ベースモデルにオプション設定の「MANUFAKTURレザーエクスクルーシブパッケージ」に加え、本特別仕様車専用の内装色・ディープホワイトとブラックパールのツートーンでコーディネート、中央のエアコン吹き出し口やマイバッハエンブレムには専用のダークシャドウグロスパーツを採用。また、センターコンソールも特別仕様車専用のマイバッハパターンをあしらっている。さらに、アンビエントライトに専用色「ガーネットグロー」を追加、グロスブラック&ダークシャドウグロスのリモコンキーを採用している。

## エンジンとテクニカルデータ（日本仕様）
| モデル                             | 販売期間             | ハンドル位置 | トランスミッション             | 駆動形式 | エンジン                                   | エンジン出力                                                      | モーター              | モーター出力  |
| ---------------------------------- | -------------------- | ------------ | ------------------------------ | -------- | ------------------------------------------ | ----------------------------------------------------------------- | --------------------- | ------------- |
| S400d 4MATIC                       | 2021年1月- 2023年9月 | 左/右        | 9速AT （9G-TRONIC）            | 4WD      | OM656型 DOHC 直6 ディーゼルターボ 2,924cc  | 243kW（330ps）/3,600-4,200rpm 700N・m（71.4kg・m）/1,200-3,200rpm | -                     | -             |
| S400d 4MATIC ロング                | 2021年1月- 2023年9月 | 左/右        | 9速AT （9G-TRONIC）            | 4WD      | OM656型 DOHC 直6 ディーゼルターボ 2,924cc  | 243kW（330ps）/3,600-4,200rpm 700N・m（71.4kg・m）/1,200-3,200rpm | -                     | -             |
| S450d 4MATIC                       | 2023年10月-          | 左/右        | 9速AT （9G-TRONIC）            | 4WD      | OM656M型 DOHC 直6 ディーゼルターボ 2,988cc | 270kW（367ps）/4,000rpm 750N・m（76.5kg・m）/1,350-2,800rpm       | EM0023 交流同期電動機 | 17kW 205N・m  |
| S500 4MATIC                        | 2021年1月-           | 左/右        | 9速AT （9G-TRONIC）            | 4WD      | M256型 DOHC 直6 ターボ 2,996cc             | 330kW（449ps）/5,800-6,100rpm 560Nm（57.1kgm）/2,200-5,000rpm     | EM0014 交流同期電動機 | 16kW 250N・m  |
| S500 4MATIC ロング                 | 2021年1月-           | 左/右        | 9速AT （9G-TRONIC）            | 4WD      | M256型 DOHC 直6 ターボ 2,996cc             | 330kW（449ps）/5,800-6,100rpm 560Nm（57.1kgm）/2,200-5,000rpm     | EM0014 交流同期電動機 | 16kW 250N・m  |
| S580 4MATIC                        | 2021年9月-           | 左/右        | 9速AT （9G-TRONIC）            | 4WD      | M176型 DOHC V8 ツインターボ 3,982cc        | 370kW（503PS）/5,500rpm 700Nm（71.4kgm）/2,000-4,500rpm           | EM0024 交流同期電動機 | 17kW 205N・m  |
| S580 4MATIC ロング                 | 2021年9月-           | 左/右        | 9速AT （9G-TRONIC）            | 4WD      | M176型 DOHC V8 ツインターボ 3,982cc        | 370kW（503PS）/5,500rpm 700Nm（71.4kgm）/2,000-4,500rpm           | EM0024 交流同期電動機 | 17kW 205N・m  |
| S580e 4MATIC ロング                | 2022年6月- 2023年9月 | 右           | 9速AT （9G-TRONIC）            | 4WD      | M256型 DOHC 直6 ターボ 2,996cc             | 270kW（367ps）/5,500-6,100rpm 500Nm（51.0kgm）/1,600-4,500rpm     | EM0017 交流同期電動機 | 110kW 440N・m |
| メルセデスAMG S63 E パフォーマンス | 2023年11月-          | 左/右        | 9速AT （AMGスピードシフトMCT） | 4WD      | M177型 DOHC V8 ツインターボ 3,982cc        | 450kW（612PS）/5,500-6,500rpm 900Nm（91.8kgm）/2,500-4,500rpm     | EMA001 交流同期電動機 | 140kW 320N・m |
| メルセデス・マイバッハ S580 4MATIC | 2021年7月-           | 左/右        | 9速AT （9G-TRONIC）            | 4WD      | M176型 DOHC V8 ツインターボ 3,982cc        | 370kW（503PS）/5,500rpm 700Nm（71.4kgm）/2,000-4,500rpm           | EM0024 交流同期電動機 | 17kW 205N・m  |
| メルセデス・マイバッハ S680 4MATIC | 2021年7月-           | 左           | 9速AT （9G-TRONIC）            | 4WD      | M279型 SOHC V12 ツインターボ 5,980cc       | 450kW（612PS）/5,250-5,500rpm 900Nm（91.8kgm）/2,000-4,000rpm     | -                     | -             |